# موزل (رود)
موزل رودی است به راین می‌ریزد. این رود از کشورهای فرانسه، آلمان، و لوکزامبورگ می‌گذرد.
نیروگاه هسته‌ای کاتانوم در مجاورت این رودخانه قرار دارد.